# Apollo 6
L'Apollo 6 va ser el sisè vol del programa Apollo (denominat oficialment AS-502), llançat el dia 4 d'abril de 1968 mitjançant un vehicle de llançament del tipus Saturn V.
En aquest vol no tripulat, i a causa d'una fallada en el sistema d'encesa, no va poder realitzar-se la simulació d'una trajectòria de retorn de la Lluna, però va quedar demostrada la capacitat de la nau per a superar aquest tipus de dificultats.